# 2. ŽNL Osječko-baranjska NS Osijek 2007./08.
Ligu je osvojio NK Tomislav Livana ali se u kvalifikacijama za 1. ŽNL Osječko-baranjsku nije izborio za plasman u viši rang. Iz lige u 3. ŽNL Osječko-baranjsku su ispali NK Gibarac '95 Čokadinci i NK Klas Čepin.

## Tablica
| Mj. | Klub                      | Sus. | Pobj. | Ner. | Por. | GR.    | Bod. |
| --- | ------------------------- | ---- | ----- | ---- | ---- | ------ | ---- |
| 1.  | NK Tomislav Livana        | 27   | 20    | 2    | 5    | 72:30  | 62   |
| 2.  | NK Slavonac Tenja         | 27   | 18    | 3    | 6    | 103:37 | 57   |
| 3.  | NK BSK Bijelo Brdo        | 27   | 16    | 7    | 4    | 79:40  | 55   |
| 4.  | NK LIO Osijek             | 27   | 14    | 5    | 8    | 91:53  | 47   |
| 5.  | NK Mursa-Zanatlija Osijek | 27   | 11    | 4    | 12   | 62:58  | 37   |
| 6.  | NK BSK Beketinci          | 27   | 8     | 9    | 10   | 42:71  | 32   |
| 7.  | NK Laslovo '91            | 27   | 8     | 7    | 12   | 50:60  | 31   |
| 8.  | NK Radnik Josipovac       | 27   | 8     | 5    | 14   | 51:72  | 29   |
| 9.  | NK Gibarac '95 Čokadinci  | 27   | 8     | 4    | 15   | 50:76  | 28   |
| 10. | NK Klas Čepin             | 27   | 1     | 0    | 26   | 17:120 | 3    |

## Rezultati
| NK LIO Osijek - NK Mursa-Zanatlija Osijek 6:0 NK Gibarac '95 Čokadinci - NK Klas Čepin 3:2 NK Radnik Josipovac - NK Slavonac Tenja 1:2 NK BSK Beketinci - NK BSK Bijelo Brdo 1:1 NK Tomislav Livana - NK Laslovo '91 3:1  | NK Mursa-Zanatlija Osijek - NK Laslovo '91 1:1 NK BSK Bijelo Brdo - NK Tomislav Livana 4:1 NK Slavonac Tenja - NK BSK Beketinci 6:0 NK Klas Čepin - NK Radnik Josipovac 0:3 NK LIO Osijek - NK Gibarac '95 Čokadinci 7:0  | NK Gibarac '95 Čokadinci - NK Mursa-Zanatlija Osijek 4:1 NK Radnik Josipovac - NK LIO Osijek 3:2 NK BSK Beketinci - NK Klas Čepin 3:0 NK Tomislav Livana - NK Slavonac Tenja 0:2 NK Laslovo '91 - NK BSK Bijelo Brdo 3:6  |
| NK Mursa-Zanatlija Osijek - NK BSK Bijelo Brdo 1:2 NK Slavonac Tenja - NK Laslovo '91 9:1 NK Klas Čepin - NK Tomislav Livana 0:3 NK LIO Osijek - NK BSK Beketinci 2:2 NK Gibarac '95 Čokadinci - NK Radnik Josipovac 3:0  | NK Radnik Josipovac - NK Mursa-Zanatlija Osijek 1:2 NK BSK Beketinci - NK Gibarac '95 Čokadinci 4:3 NK Tomislav Livana - NK LIO Osijek 5:4 NK Laslovo '91 - NK Klas Čepin 6:0 NK BSK Bijelo Brdo - NK Slavonac Tenja 2:1  | NK Mursa-Zanatlija Osijek - NK Slavonac Tenja 0:6 NK Klas Čepin - NK BSK Bijelo Brdo 2:3 NK LIO Osijek - NK Laslovo '91 1:1 NK Gibarac '95 Čokadinci - NK Tomislav Livana 1:3 NK Radnik Josipovac - NK BSK Beketinci 4:2  |
| NK BSK Beketinci - NK Mursa-Zanatlija Osijek 2:1 NK Tomislav Livana - NK Radnik Josipovac 4:0 NK Laslovo '91 - NK Gibarac '95 Čokadinci 5:3 NK BSK Bijelo Brdo - NK LIO Osijek 1:3 NK Slavonac Tenja - NK Klas Čepin 10:0 | NK Mursa-Zanatlija Osijek - NK Klas Čepin 6:0 NK LIO Osijek - NK Slavonac Tenja 2:3 NK Gibarac '95 Čokadinci - NK BSK Bijelo Brdo 2:2 NK Radnik Josipovac - NK Laslovo '91 0:4 NK BSK Beketinci - NK Tomislav Livana 0:2  | NK Tomislav Livana - NK Mursa-Zanatlija Osijek 2:1 NK Laslovo '91 - NK BSK Beketinci 1:1 NK BSK Bijelo Brdo - NK Radnik Josipovac 5:2 NK Slavonac Tenja - NK Gibarac '95 Čokadinci 3:0 NK Klas Čepin - NK LIO Osijek 1:11 |
| NK Mursa-Zanatlija Osijek - NK LIO Osijek 4:6 NK Klas Čepin - NK Gibarac '95 Čokadinci 2:7 NK Slavonac Tenja - NK Radnik Josipovac 6:2 NK BSK Bijelo Brdo - NK BSK Beketinci 2:2 NK Laslovo '91 - NK Tomislav Livana 2:3  | NK Laslovo '91 - NK Mursa-Zanatlija Osijek 1:0 NK Tomislav Livana - NK BSK Bijelo Brdo 3:0 NK BSK Beketinci - NK Slavonac Tenja 0:4 NK Radnik Josipovac - NK Klas Čepin 4:1 NK Gibarac '95 Čokadinci - NK LIO Osijek 0:4  | NK Mursa-Zanatlija Osijek - NK Gibarac '95 Čokadinci 2:1 NK LIO Osijek - NK Radnik Josipovac 0:1 NK Klas Čepin - NK BSK Beketinci 1:3 NK Slavonac Tenja - NK Tomislav Livana 0:0 NK BSK Bijelo Brdo - NK Laslovo '91 5:2  |
| NK BSK Bijelo Brdo - NK Mursa-Zanatlija Osijek 1:1 NK Laslovo '91 - NK Slavonac Tenja 0:2 NK Tomislav Livana - NK Klas Čepin 2:0 NK BSK Beketinci - NK LIO Osijek 0:0 NK Radnik Josipovac - NK Gibarac '95 Čokadinci 0:1  | NK Mursa-Zanatlija Osijek - NK Radnik Josipovac 6:1 NK Gibarac '95 Čokadinci - NK BSK Beketinci 0:0 NK LIO Osijek - NK Tomislav Livana 0:3 NK Klas Čepin - NK Laslovo '91 0:3 NK Slavonac Tenja - NK BSK Bijelo Brdo 1:1  | NK Slavonac Tenja - NK Mursa-Zanatlija Osijek 5:2 NK BSK Bijelo Brdo - NK Klas Čepin 4:0 NK Laslovo '91 - NK LIO Osijek 0:2 NK Tomislav Livana - NK Gibarac '95 Čokadinci 0:0 NK BSK Beketinci - NK Radnik Josipovac 1:1  |
| NK Mursa-Zanatlija Osijek - NK BSK Beketinci 5:1 NK Radnik Josipovac - NK Tomislav Livana 2:3 NK Gibarac '95 Čokadinci - NK Laslovo '91 1:1 NK LIO Osijek - NK BSK Bijelo Brdo 0:3 NK Klas Čepin - NK Slavonac Tenja 0:1  | NK Klas Čepin - NK Mursa-Zanatlija Osijek 1:5 NK Slavonac Tenja - NK LIO Osijek 0:3 NK BSK Bijelo Brdo - NK Gibarac '95 Čokadinci 2:0 NK Laslovo '91 - NK Radnik Josipovac 1:1 NK Tomislav Livana - NK BSK Beketinci 1:0  | NK Mursa-Zanatlija Osijek - NK Tomislav Livana 3:1 NK BSK Beketinci - NK Laslovo '91 1:0 NK Radnik Josipovac - NK BSK Bijelo Brdo 1:1 NK Gibarac '95 Čokadinci - NK Slavonac Tenja 0:5 NK LIO Osijek - NK Klas Čepin 3:0  |
| NK Slavonac Tenja - NK Klas Čepin 6:0 NK Tomislav Livana - NK Radnik Josipovac 5:1 NK BSK Bijelo Brdo - NK Gibarac '95 Čokadinci 1:0 NK LIO Osijek - NK Laslovo '91 4:1 NK Mursa-Zanatlija Osijek - NK BSK Beketinci 2:1  | NK Klas Čepin - NK BSK Beketinci 2:4 NK Laslovo '91 - NK Mursa-Zanatlija Osijek 1:1 NK Gibarac '95 Čokadinci - NK LIO Osijek 7:6 NK Radnik Josipovac - NK BSK Bijelo Brdo 2:5 NK Slavonac Tenja - NK Tomislav Livana 0:3  | NK Tomislav Livana - NK Klas Čepin 7:0 NK BSK Bijelo Brdo - NK Slavonac Tenja 4:1 NK LIO Osijek - NK Radnik Josipovac 3:1 NK Mursa-Zanatlija Osijek - NK Gibarac '95 Čokadinci 4:3 NK BSK Beketinci - NK Laslovo '91 4:2  |
| NK Klas Čepin - NK Laslovo '91 2:0 NK Gibarac '95 Čokadinci - NK BSK Beketinci 2:1 NK Radnik Josipovac - NK Mursa-Zanatlija Osijek 1:1 NK Slavonac Tenja - NK LIO Osijek 4:4 NK Tomislav Livana - NK BSK Bijelo Brdo 3:1  | NK BSK Bijelo Brdo - NK Klas Čepin 3:1 NK LIO Osijek - NK Tomislav Livana 4:2 NK Mursa-Zanatlija Osijek - NK Slavonac Tenja 1:2 NK BSK Beketinci - NK Radnik Josipovac 4:4 NK Laslovo '91 - NK Gibarac '95 Čokadinci 4:1  | NK Klas Čepin - NK Gibarac '95 Čokadinci 0:3 NK Radnik Josipovac - NK Laslovo '91 1:4 NK Slavonac Tenja - NK BSK Beketinci 10:1 NK Tomislav Livana - NK Mursa-Zanatlija Osijek 2:1 NK BSK Bijelo Brdo - NK LIO Osijek 4:2 |
| NK LIO Osijek - NK Klas Čepin 6:2 NK Mursa-Zanatlija Osijek - NK BSK Bijelo Brdo 3:2 NK BSK Beketinci - NK Tomislav Livana 2:1 NK Laslovo '91 - NK Slavonac Tenja 3:1 NK Gibarac '95 Čokadinci - NK Radnik Josipovac 2:3  | NK Klas Čepin - NK Radnik Josipovac 0:6 NK Slavonac Tenja - NK Gibarac '95 Čokadinci 9:2 NK Tomislav Livana - NK Laslovo '91 5:0 NK BSK Bijelo Brdo - NK BSK Beketinci 12:0 NK LIO Osijek - NK Mursa-Zanatlija Osijek 4:3 | NK Mursa-Zanatlija Osijek - NK Klas Čepin 5:0 NK BSK Beketinci - NK LIO Osijek 2:2 NK Laslovo '91 - NK BSK Bijelo Brdo 2:2 NK Gibarac '95 Čokadinci - NK Tomislav Livana 1:5 NK Radnik Josipovac - NK Slavonac Tenja 5:4  |

## Kvalifikacije za 1. ŽNL Osječko-baranjsku
15. lipnja 2008.: NK Tomislav Livana - NK Borac Kneževi Vinogradi :
18. lipnja 2008.: NK Borac Kneževi Vinogradi - NK Tomislav Livana :
U 1. ŽNL Osječko-baranjsku se plasirao NK Borac Kneževi Vinogradi.